# Vlačilec hlodov
Vlačilec hlodov ali Skider  je gozdarski stroj, ki se uporablja vlečenje hlodov do zbirnega mesta, kjer se potem naložijo na tovornjak ali drugo transportno sredstvo. Prve vlačilce so poganjale vprežne živali, pozneje so se pojavili parni, novejši pa imajo batni motor. Skider lahko vleče hlode s vitlom ali pa s kleščami. 
Po navadi so nameščeni na kolesa, lahko pa tudi na gosenice.
Podobna naprava je forvarder, vendar slednji naloži hlode na prikolico. 

## Proizvajalci skiderjev
- Ponsse
- Timberjack, John Deere
- Caterpillar Inc.